# Camăr
Camăr 'en hongrois Kémer) est une commune roumaine du județ de Sălaj, dans la région historique de Transylvanie et dans la région de développement du Nord-ouest.

## Géographie
La commune de Camăr est située dans l'ouest du județ, à la limite avec le județ de Bihor et celui de Satu Mare, dans les collines de Toglaci, à 18 km à l'ouest de Șimleu Silvaniei et à 57 km au nord-ouest de Zalău, le chef-lieu du județ.
La municipalité est composée des deux villages suivants (population en 2002) :
- Camăr (1 899), siège de la municipalité ;
- Pădureni (0).

## Histoire
La première mention écrite de la commune date de 1320 sous le nom de Kamer. Dès le XVe siècle, le village est un centre commercial et, en 1447, Jean Hunyadi, voïvode] de Transylvanie lui octroie le statut de ville.
La commune, qui appartenait au royaume de Hongrie, faisait partie de la principauté de Transylvanie et elle en a donc suivi l'histoire.
Après le compromis de 1867 entre Autrichiens et Hongrois de l'empire d'Autriche, la principauté de Transylvanie disparaît et, en 1876, le royaume de Hongrie est partagé en comitats. Camăr intègre le comitat de Szilágy (Szilágymegye).
À la fin de la Première Guerre mondiale, l'Empire austro-hongrois disparaît et la commune rejoint la Grande Roumanie.
En 1940, à la suite du deuxième arbitrage de Vienne, elle est annexée par la Hongrie jusqu'en 1944. Elle réintègre la Roumanie après la Seconde Guerre mondiale.

## Politique
Le conseil municipal de Camăr compte 11 sièges de conseillers municipaux. À l'issue des élections municipales de juin 2008, Levent-György Szabö (UDMR) a été élu maire de la commune.
| Parti                                      | Nombre de conseillers |
| ------------------------------------------ | --------------------- |
| Union démocrate magyare de Roumanie (UDMR) | 9                     |
| Parti démocrate-libéral (PD-L)             | 1                     |
| Parti social-démocrate (PSD)               | 1                     |

## Religions
En 2002, la composition religieuse de la commune était la suivante :
- Réformés, 69,35 % ;
- Baptistes, 12,58 % ,
- Grecs-Catholiques, 5,10 % ;
- Évangéliques, 5,10 % ;
- Adventistes du septième jour, 4,47 % ;
- Pentecôtistes, 1,89 % ;
- Chrétiens orthodoxes, 1,31 %.

## Démographie
En 1910, à l'époque austro-hongroise, la commune comptait 148 Roumains (5,32 %), 2 581 Hongrois (92,77 %) et 50 Tsiganes (1,80 %).
En 1930, on dénombrait 242 Roumains (7,97 %), 2 641 Hongrois (86,93 %), 70 Juifs (2,30 %) et 58 Tsiganes (1,91 %).
En 1956, après la Seconde Guerre mondiale, 263 Roumains (7,30 %) côtoyaient 3 276 Hongrois (90,97 %) et 56 Tisganes (1,56 %).
En 2002, la commune comptait 121 Roumains (6,37 %), 1 742 Hongrois (91,73 %) et 36 Tsiganes (1,89 %). On comptait à cette date 762 ménages et 750 logements.
| 1850  | 1880  | 1900  | 1910  | 1920  | 1930  | 1941  | 1956  | 1966  |
| ----- | ----- | ----- | ----- | ----- | ----- | ----- | ----- | ----- |
| 1 791 | 1 969 | 2 506 | 2 782 | 2 810 | 3 038 | 3 319 | 3 601 | 3 456 |

| 1977  | 1992  | 2002  | 2007  | - | - | - | - | - |
| ----- | ----- | ----- | ----- | - | - | - | - | - |
| 2 645 | 1 999 | 1 899 | 1 761 | - | - | - | - | - |

## Économie
L'économie de la commune repose sur l'agriculture (2 938 ha de terres agricoles), l'élevage et l'apiculture.

## Lieux et monuments
- Camăr, église orthodoxe en bois des Sts Archanges Michel et Gabriel datant du XVIIIe siècle[7].

## Jumelages
- Soponya (Hongrie)